# Lambda de la Verge
Lambda de la Verge (λ Virginis) és un estel binari a la constel·lació de la Verge de magnitud aparent +4,50. Rep el nom, rares vegades utilitzat, de Khambalia, d'origen copte. S'hi troba a 187 anys llum de distància del sistema solar.
Catalogada en la base de dades SIMBAD amb el tipus espectral A1V, Lambda de la Verge és un binària espectroscòpica formada per dos estels Am, una classe d'estels amb línies d'absorció fortes d'alguns metalls al seu espectre. Les dues components de Lambda Virginis tenen igual temperatura, 8.280 ± 200 K, però no són igualment lluminoses; l'estel principal és 20,8 vegades més lluminosa que el Sol i la secundària 12,6 vegades més lluminosa que el nostre estel. La primera té una massa de 1,90 masses solars i la segona de 1,72 masses solars. Els models d'evolució estel·lar suggereixen que el sistema posseeix una metal·licitat inferior a la solar i xifren la seva edat en 935 milions d'anys. Ambdós estels roten a diferent velocitat; la velocitat de rotació projectada és de 36 km/s per la més lluminosa —amb un radi estimat de 2,35 radis solars—, i de 10 km/s per al seu company —amb un radi de 1,84 radis solars.
El període orbital del sistema és de 206,7 dies, sent l'excentricitat molt baixa (ε = 0,06). El semieix major de l'òrbita és de 1,05 ua, un 5% major que la distància existent entre la Terra i el Sol.